# Wiedersbach (Leutershausen)

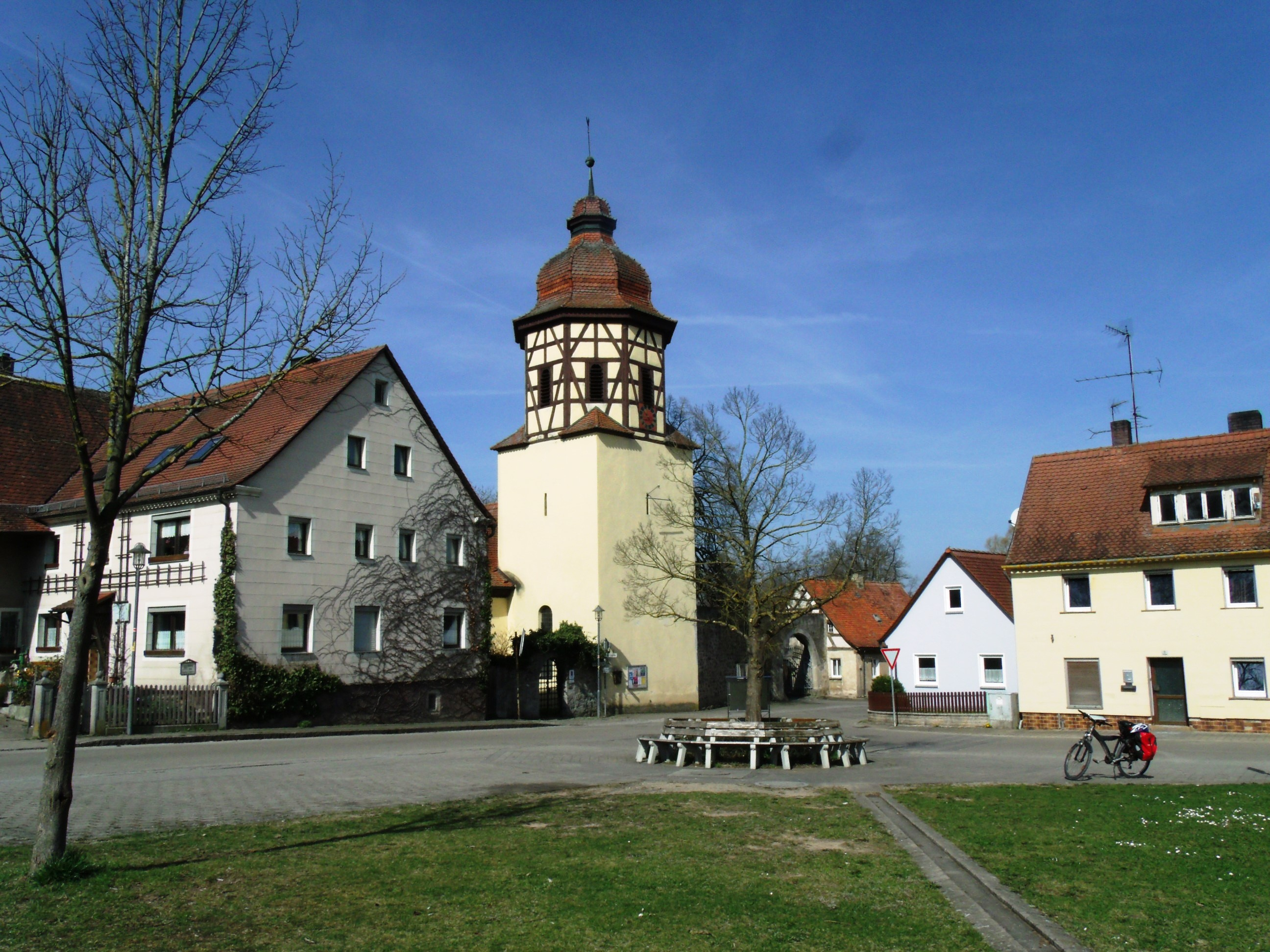
Ehemalige eybsche Eigenkirche

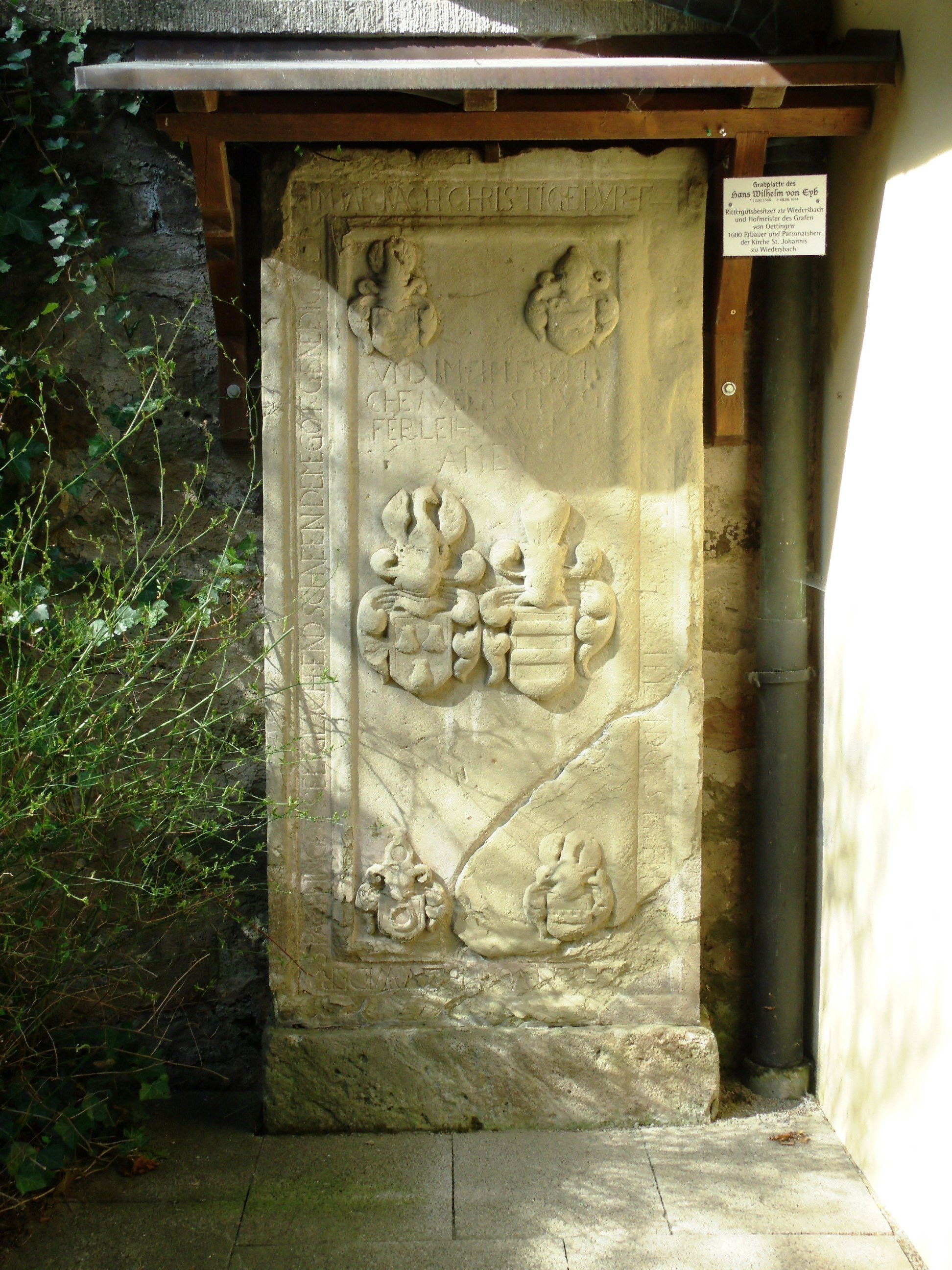
Grabmal des Hans Wilhelm von Eyb an der Kirche

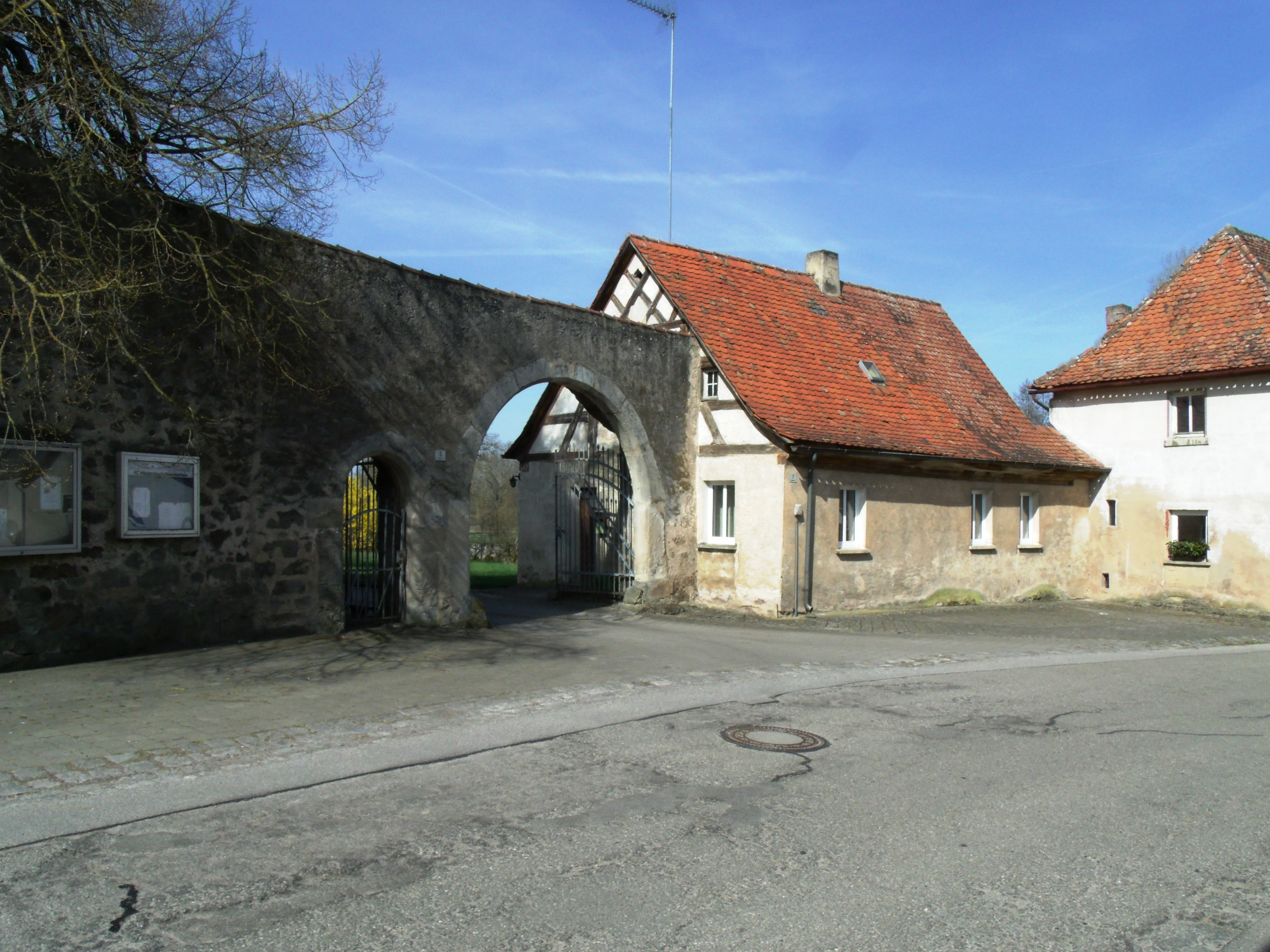
Toröffnung zum ehemaligen Schlossgut der Freiherren von Eyb mit Torwärterhäuschen mit Fachwerkobergeschoss

Wiedersbach (fränkisch: Widdasch-ba) ist ein Gemeindeteil der Stadt Leutershausen im mittelfränkischen Landkreis Ansbach in Bayern. Die Gemarkung Wiedersbach hat eine Fläche von 2,352 km². Sie ist in 475 Flurstücke aufgeteilt, die eine durchschnittliche Fläche von 4950,72 m² haben. In ihr liegt neben dem namensgebenden Ort der Gemeindeteil Holzmühle.

## Geografie
Das Pfarrdorf liegt am Krämleinsbach, einem linken Zufluss der Altmühl. Unmittelbar nordöstlich des Ortes liegt der Brückleinsweiher. 0,5 km südlich erhebt sich der Rauenberg (466 m ü. NHN), 0,75 km nördlich liegt das Schloßbuckfeld. Im Ort steht eine Eiche, die als Naturdenkmal ausgezeichnet ist.

## Ortsnamendeutung
Im Jahre 1321 wurde der Ort im Rothenburger Ächtbuch als „Wisegartespach“ erstmals urkundlich erwähnt. Der Ortsname kann als Ansiedlung zum Bach des Wisger gedeutet werden, wobei der Personenname Wisger ansonsten unbekannt ist. 1349 erfolgte die Erwähnung als „Wisgerspach“, 1353 als „Wisgartspach“, 1417 als „Wiesgerbach“, 1447 als „Wiserßpach“, 1467 und 1498 als „Wiserspach“ und 1504 als „Wysserpach“. Erst 1608 wurde der Ort als „Widerspach“ erwähnt.

## Geschichte
1274 wurde in einer Klage vor dem Landgericht Rothenburg wegen Raubes und Brandes ein Ministeriale namens Gotfridus de „Wilmarspach“ (wahrscheinlich Wiedersbach) erwähnt. 1333 beanspruchten die Grafen von Graisbach Wiedersbach als Grenzschranne. Hier hatten als Verwandte der Braun von Birkenfels zu Lehrberg die Bruno/Brun/Braun von Birkenfels Würzburger Lehen; ab 1350 saßen sie auch in Wiedersbach. So ist seit 1351 ein Braun von Wiedersbach genannt. 1398 berichtet das burggräfliche Lehenbuch, dass die Braun unter anderem zwei Söldengüter in Wiedersbach zu Lehen haben. 1405 erscheinen die Braun von Birkenfels zu Wiedersbach letztmals, hier im Zusammenhang mit einer Lehenvergabe von Äckern und Wiesen jenseits des Bachs von Wiedersbach. 1410 verkaufte Ulrich Braun zu Wiedersbach seinen Besitz im Ort an seinen Schwager Wilhelm Steinheimer. Der Braunsche Sitz, eventuell ein anderer, zweiter Sitz in Wiedersbach, ging mit einem Hof als burggräfliches Lehen an Burkhart von Hoppingen genannt Sorge von Wiedersbach über (so ein Beleg von 1415). Ein Teil der Behausung zu Wiedersbach gehörte der Herrschaft Seckendorff und wurde von dieser 1414 an Steinheimer veräußert. 1429 verkauften das Haus Seckendorff und Wilhelm Steinheimer drei Höfe zu Wiedersbach an Meinward Steinheimer. Dessen Tochter war mit Konrad von Lüchau verheiratet, der 1451 im Erbgang Wiedersbach in Besitz nahm. Der letzte dieses Geschlechtes war Bernhard von Lüchau, der 1591 starb. Da er mit Anna von Eyb verheiratet war, ging sein Besitz 1599 pachtweise, 1607 als burggräfliches Lehen an die Herrschaft von Eyb über.
Eine im 15. Jahrhundert errichtete Kapelle in Wiedersbach war eine Filiale zu Neunstetten im Bistum Eichstätt. 1560 unter den Lüchauern evangelisch geworden, kam Wiedersbach als Filiale an die Pfarrei Neunkirchen; westlich des Mühlbachs war der Ort (zwei Höfe und zwei Güter) allerdings nach St. Peter in Leutershausen gepfarrt. Um 1600 wurde eine in Wiedersbach bestehende Kapelle von Hans Wilhelm von Eyb (1566–1614), Hofmeister des Grafen von Oettingen, zu einer Johannes dem Täufer geweihten von Eybschen Eigenkirche erweitert.
Nach den Bevölkerungsverlusten durch den Dreißigjährigen Krieg siedelten sich auch in Wiedersbach protestantische Glaubensvertriebene aus Oberösterreich zum Wiederaufbau des Ortes an. 1697 brannte das Schloss zu Wiedersbach bei einer Festlichkeit ab; es wurde wieder aufgebaut.
In den Vetterschen Oberamtsbeschreibungen von 1732 heißt es, dass „Widerspach“ aus dem von Eybschen Schloss, einem Amts-, Pfarr- und Schulhaus, einer Kirche, einem Bauernhaus und einer Torwartswohnung sowie 23 von Eybschen Untertanen besteht. Genannt werden eine Schmiede, eine „neuerbaute“ Mühle, zwei Bierschenken und ein Bäckeranwesen. Auch gehörten zur Herrschaft von Eyb ein Schafhof und ein Hirtenhaus. Der Standort der älteren Mühle, der bereits 1492 genannten „Kremmelsmühle“, lässt sich nicht mehr feststellen. Zur Gemeinde Wiedersbach gehörte die von Eybsche Holzmühle, die 1732 mit der Vogtei außer Etters und der Fraisch dem brandenburg-ansbachischen Stadtvogteiamt Leutershausen unterstand.
Gegen Ende des Alten Reiches bestand Wiedersbach aus 35 Anwesen. Zum von Eybschen Rittergut Wiedersbach gehörten zwei Halbhöfe, acht Köblergüter, 18 Söldengütlein, eine Tafernwirtschaft und zwei Mühlen. Herrschaftliche Gebäude des Rittergutes waren das Maierei-Haus im Schlosshof, das Amtshaus, die Gerichtsdienerwohnung, das Schafhaus und der Zehentstadel. Im Torhaus neben dem Schlosstor wohnte der Torwart. Außerdem gab es die Kirche, ein zweistöckiges Schulhaus, ein Pfarrhaus und ein Hirtenhaus.Zuletzt hatte das Rittergut Wiedersbach grundherrliche Ansprüche in Clonsbach (2 Anwesen), Colmberg (1), Erlbach (1), Hürbel (1), Neunkirchen (1) und Oberheßbach (2). Von 1797 bis 1808 unterstand der Ort dem Justizamt Leutershausen und Kammeramt Colmberg.
1806 kam Wiedersbach an das Königreich Bayern. Im Rahmen des Gemeindeedikts wurde 1808 der Steuerdistrikt Wiedersbach gebildet, zu dem Görchsheim, Hannenbach, Holzmühle, Rauenbuch und Weißenmühle gehörten. 1810 entstand die Ruralgemeinde Wiedersbach, zu der die Holzmühle gehörte. Sie war in Verwaltung und Gerichtsbarkeit dem Landgericht Leutershausen zugeordnet und in der Finanzverwaltung dem Rentamt Colmberg. Von 1820 bis 1842 unterstanden die von Eybschen Untertanen in Wiedersbach (und in Rammersdorf) der von Eybschen Patrimonialgerichtsbarkeit I. Klasse.
Ab 1862 gehörte Wiedersbach zum Bezirksamt Ansbach (1939 in Landkreis Ansbach umbenannt). Die Gerichtsbarkeit blieb bis 1879 beim Landgericht Leutershausen, seit 1880 ist das Amtsgericht Ansbach zuständig. Die Finanzverwaltung ging 1880 an das Rentamt Ansbach über (1919 in Finanzamt Ansbach umbenannt).
1856 gab es im Ort noch sechs Weber, wahrscheinlich Nachkommen der österreichischen Exulanten. Außerdem wurden in einem Verzeichnis des gleichen Jahres folgende Gewerbetreibende aufgeführt: 1 Wirt, 1 Bäcker, 3 Krämer, 1 Schmied, 4 Schneider, 1 Wagner. 1875 hielten die Bauern von Wiedersbach 150 Stück Rindvieh. Durch den Bau der Bahnstrecken Nürnberg–Crailsheim und Leutershausen-Wiedersbach–Bechhofen sowie der Errichtung einer eigenen Bahnstation im 19. Jahrhundert nahm Wiedersbach größeren Aufschwung. Nach dem Zweiten Weltkrieg fanden im Ort viele Flüchtlinge eine neue Heimat.
1964 hatte die Gemeinde eine Gebietsfläche von 2,321 km². Im Zuge Gebietsreform in Bayern wurde die Gemeinde Wiedersbach am 1. Januar 1972 nach Leutershausen eingemeindet.

### Baudenkmäler
In Wiedersbach gibt es vier Baudenkmäler:
- Dorfstraße 39: Friedhof
- Hauptstraße 1: St. Johannis Baptista, Filialkirche der evangelisch-lutherischen Pfarrei Leutershausen (bis 1957 Eigenkirche der Freiherren von Eyb); vor dem Eingang Grabstein des Hans Wilhelm von Eyb
- Hauptstraße 3, 5, 7: Schlossgut der Freiherren von Eyb mit Bruchsteinmauer, rundbogiger Toröffnung, bezeichnet „1675“, und anschließendem Torwärterhäuschen mit Fachwerkobergeschoss; ferner große Scheune aus Bruch- und Quaderstein; sämtlich aus dem 17./18. Jahrhundert
- Hauptstraße 9: Wohngebäude

ehemaliges Baudenkmal
- Haus Nr. 6 (ehemalige Wassermühle): verputzter Bruchsteinbau, 17./18. Jahrhundert[33]

### Bodendenkmäler
In der Gemarkung Wiedersbach gibt es vier Bodendenkmäler, darunter:
- Burgstall eines viereckigen Turmhügels mit breitem Wassergraben, bis 1593 Sitz der Herren von Lüchau, anschließend derer von Eyb[32]

### Einwohnerentwicklung
Gemeinde Wiedersbach
| Jahr      | 1818   | 1840   | 1852   | 1855   | 1861   | 1867   | 1871   | 1875   | 1880   | 1885   | 1890   | 1895   | 1900   | 1905   | 1910   | 1919   | 1925   | 1933   | 1939   | 1946   | 1950   | 1952   | 1961   | 1970   |
| Einwohner | 223    | 257    | 305    | 291    | 280    | 305    | 295    | 369    | 393    | 369    | 340    | 324    | 336    | 363    | 371    | 383    | 386    | 361    | 361    | 548    | 599    | 598    | 510    | 548    |
| Häuser    | 52     | 63     |        |        |        |        | 69     |        |        | 81     | 84     |        | 81     |        |        |        | 90     |        |        |        | 83     |        | 102    |        |
| Quelle    | [ 35 ] | [ 36 ] | [ 37 ] | [ 37 ] | [ 38 ] | [ 39 ] | [ 26 ] | [ 40 ] | [ 41 ] | [ 42 ] | [ 43 ] | [ 37 ] | [ 44 ] | [ 37 ] | [ 45 ] | [ 37 ] | [ 46 ] | [ 37 ] | [ 37 ] | [ 37 ] | [ 47 ] | [ 37 ] | [ 28 ] | [ 48 ] |

Ort Wiedersbach
| Jahr      | 001818 | 001840 | 001861 | 001871 | 001885 | 001900 | 001925 | 001950 | 001961 | 001970 | 001987 | 002006 |
| Einwohner | 217    | 250    | *280   | 286    | 317    | 328    | 380    | 587    | 494    | 534    | 471    | 500    |
| Häuser    | 50     | 62     |        |        | 75     | 79     | 89     | 82     | 100    |        | 130    |        |
| Quelle    | [ 35 ] | [ 36 ] | [ 38 ] | [ 26 ] | [ 42 ] | [ 44 ] | [ 46 ] | [ 47 ] | [ 28 ] | [ 48 ] | [ 49 ] |        |

### Bürgermeister
| Name                    | Herkunft    | Amtszeit  |
| ----------------------- | ----------- | --------- |
| Eberlein                | Wiedersbach |           |
| Christoph Hochreiter    | Wiedersbach | 1843–1851 |
| Georg Häslein           | Holzmühle   | 1851–1857 |
| Christoph Hochreiter    | Wiedersbach | 1857–1868 |
| Adam Schassberger       | Wiedersbach | 1868–1870 |
| Michael Stadelmann      | Wiedersbach | 1870–1902 |
| Johann Georg Stadelmann | Wiedersbach | 1902–1939 |
| Leonhard Pöbel          | Wiedersbach | 1939–1945 |
| Johann Kapp             | Wiedersbach | 1945–1960 |
| Friedrich Reuter        | Wiedersbach | 1960–1971 |

## Religion
Von 1816 bis 1926 war Wiedersbach eine eigenständige evangelisch-lutherische Pfarrei, anschließend übernahm die zweite Pfarrstelle von St. Peter in Leutershausen die Verwesung. 1957 endete das Patronatsrecht der Freiherren von Eyb auf die Kirche von Wiedersbach; seitdem ist diese die Gemeindekirche von Wiedersbach. Seit 1992 bildet Wiedersbach mit Neunkirchen bei Leutershausen wieder eine eigene evangelisch-lutherische Pfarrei.
Die Einwohner römisch-katholischer Konfession waren ursprünglich nach Kreuzerhöhung (Schillingsfürst) gepfarrt, heute ist die Pfarrei St. Vitus (Neunstetten) zuständig.

## Verkehr

### Öffentlicher Verkehr
Wiedersbach liegt an der Bahnstrecke Nürnberg–Crailsheim. Die Station Leutershausen-Wiedersbach war lange Zeit stillgelegt und wurde von den Zügen ohne Halt durchfahren. Mit der Verlängerung der S 4 von Ansbach nach Dombühl zum Fahrplanwechsel im Dezember 2017 wurde der Halt reaktiviert und in die S-Bahn Nürnberg eingebunden.

### Individualverkehr
Über die Staatsstraße 2246 gelangt man nach Leutershausen (2 km westlich) bzw. nach Hannenbach (1,3 km östlich). Gemeindeverbindungsstraßen führen nach Neunkirchen (1,5 km nordöstlich) und über die Holzmühle zur Staatsstraße 2249 (1,3 km südwestlich).